# Gelderman

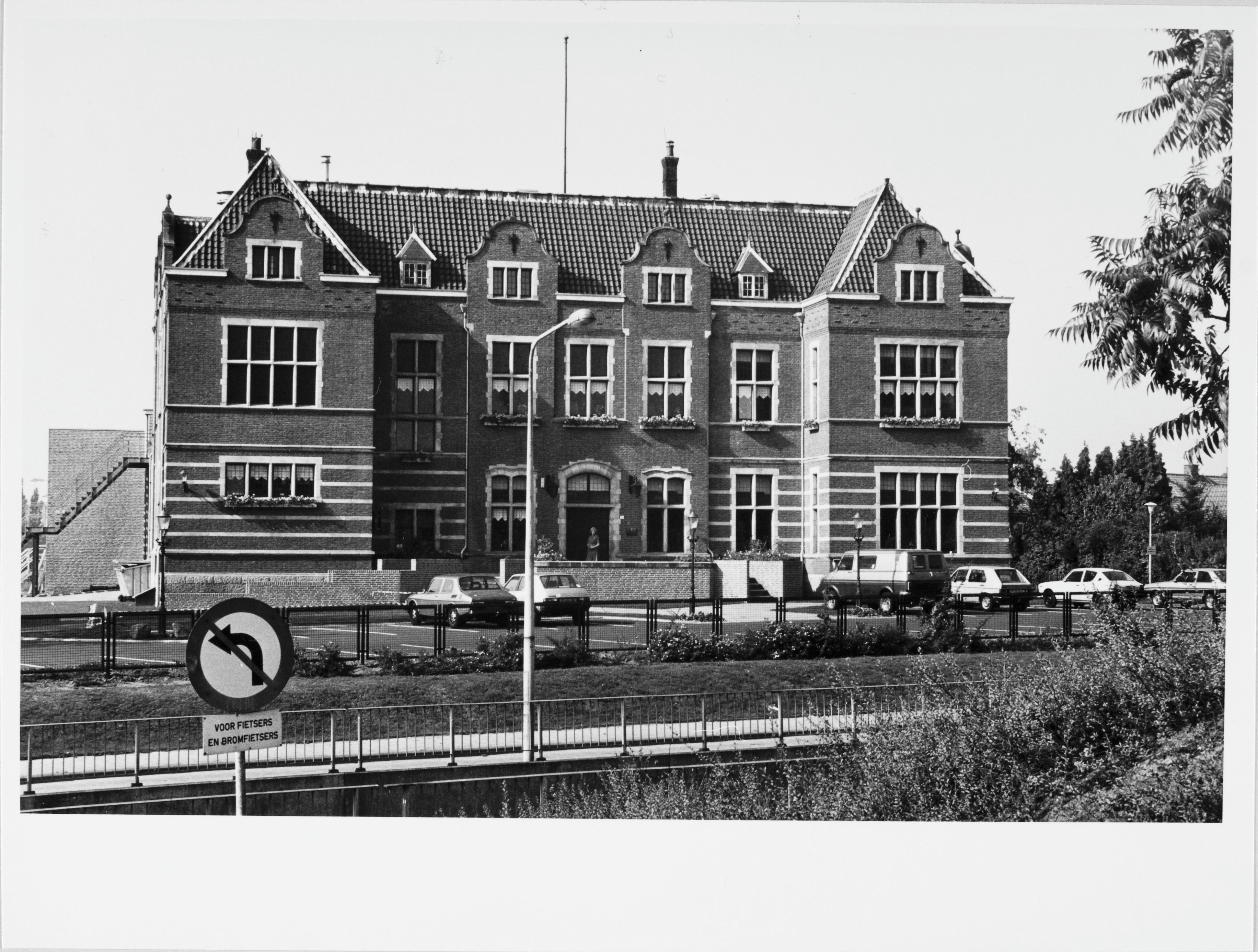
Hoofdkantoor, Spoorstraat Oldenzaal

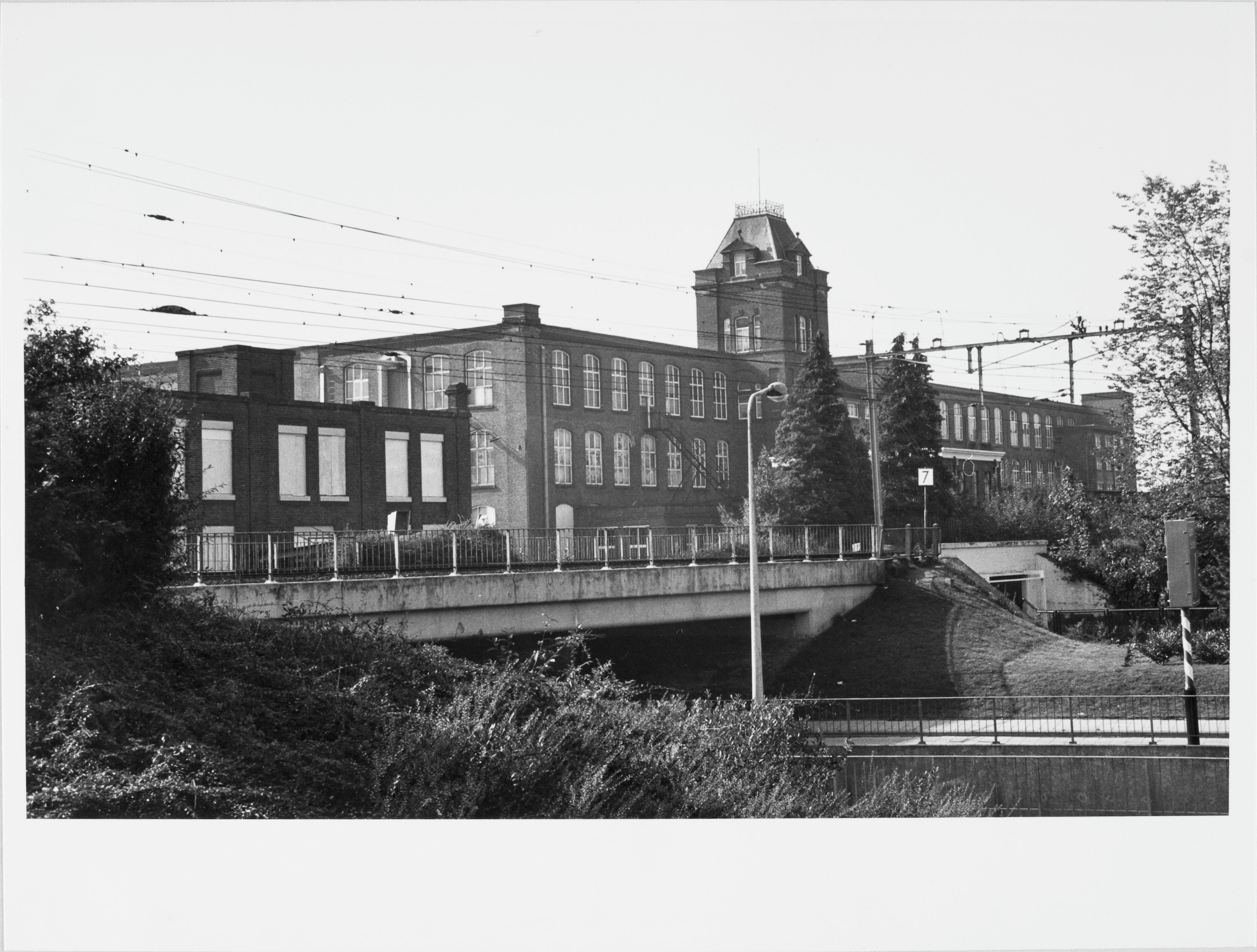
Fabrieksgebouw aan de zuidzijde van het spoor

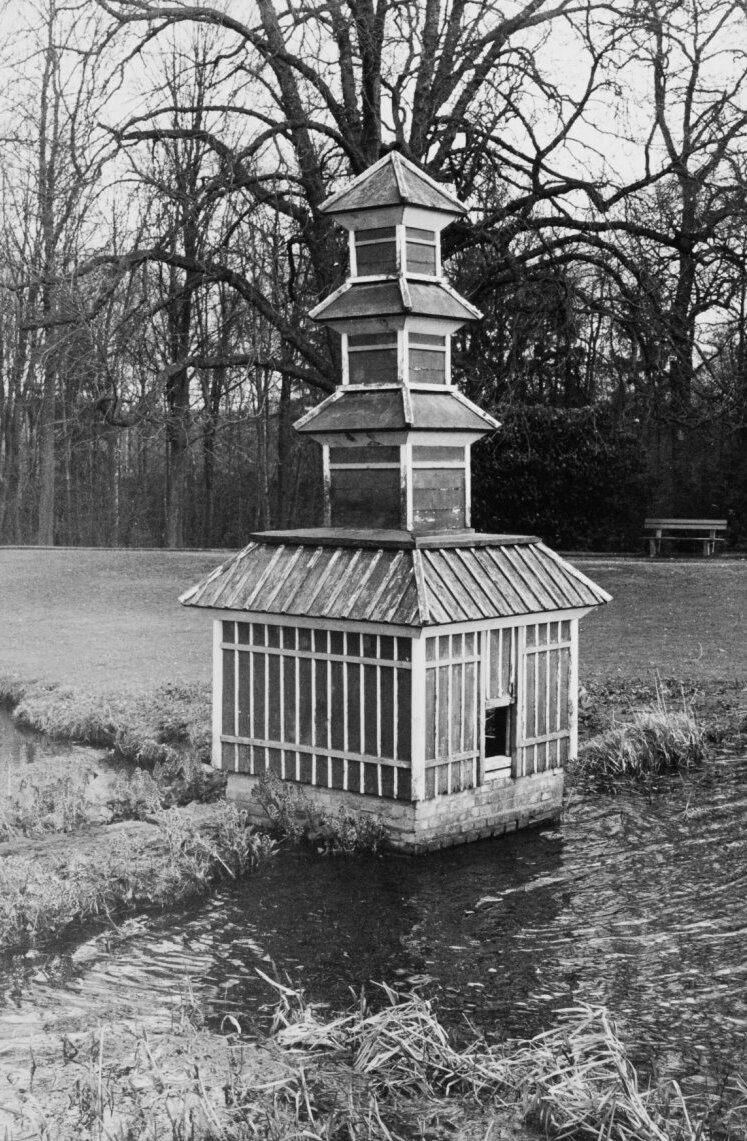
Eendenhuis in park Kalheupink

Gelderman was een van oudsher zeer bekende familieonderneming in de textiel in Oldenzaal eo, lange tijd onder de firma H.P. Gelderman & Zonen. Het familiebedrijf maakte opgang vanaf het midden van de 19e eeuw en was lange tijd een van de grootsten in de branche. 

## H.P. Gelderman & Zonen
De stamvader, P.J. Gelderman, was vanaf 1807 actef als spinbaas te Gildehaus en vestigde zich vervolgens in 1817 met zijn gezin in Oldenzaal waar hij samen met J F Peese Binkhorst en E A Tegel een handweefbedrijf startte. P J Gelderman exploiteerde in 1843 een calicotweverij (met 42 weefgetouwen en 42 arbeidskrachten), bombazijnweverij (20 arbeiders) en een katoenspinnerij (14 arbeiders; stilstaand). 
De oudste zoon Hermannus Philippus Gelderman (1808-1888) was inmiddels een eigen bedrijf begonnen en produceerde in 1843 met 40 weefgetouwen 100.000 koffiezakken. Hij werkte zich op van loonfabrikant tot eigenaar van een succesvolle stoomweverij en een stoomspinnerij. Belangrijk was daarbij de goedkope aanvoer van steenkool door investering in de Spoorwegmaatschappij Almelo - Salzbergen voor de aanleg van een spoorlijn naar Ibbenburen. In 1854 was hij met 535 voor hem werkzame handwevers de grootste werkgever van Oldenzaal. In 1865 volgde de de oprichting van vennootschap H P Gelderman & Zonen, met naast H.P.: Diederich en Christiaan Maurits Gelderman. Dat jaar vond ook de opening van de stoomweverij plaats. Pas in 1935 werd het familiebedrijf formeel omgezet in een nv, met als directeuren: P. J. Gelderman, Joan Gelderman en H. P. Gelderman C.Mzn.     
In 1931 was een derde deel van de Oldenzaalse beroepsbevolking in dienst van deze onderneming. Inclusief toeleveranciers en transporteurs was in 1940 ongeveer de helft van alle Oldenzalers afhankelijk van het bedrijf. In 1940 breekt de oorlog met Duitsland uit. De bezetter gaat de industrie concentreren. Wegens 'onvoldoende medewerking' worden de fabrieken van H.P. Gelderman & Zonen N.V. door de bezetter stilgelegd. Als Duitsland in 1945 capituleert worden de fabrieken heropend. Canadese trucks voeren in augustus 1945 de eerste katoen aan. In 1947 worden nieuwe machines geïnstalleerd. In 1949 zijn alle fabrieken in vol bedrijf. In 1957 vinden voortdurend belangrijke investeringen en vernieuwingen plaats. Men beschikt over een modern geoutilleerde smederij met draaierij, lasserij en fraiserij, een elektronische afdeling, timmerwerkplaatsen en schilderwerkplaatsen. In 1958 werkten er circa 1900 werknemers. In 1967 arriveerde de eerste bus met Italiaanse gastarbeiders in Oldenzaal, wegens tekort aan mankracht in de textielindustrie. H.P. Gelderman & Zonen   
De opvolger van Hermannus Philippus Gelderman was Diederich Gelderman (1840-1907).

## Sociale voorzieningen.
Opleiding: samenwerking met de Mater Amabilisschool voor meisjes en Levensschool voor jongens. Als men niet in aanmerking kwam voor een van deze opleidingen, kreeg men de bedrijfskadertraining. In 1888 werd een pensioenfonds opgericht met een donatie van 30.000 gulden uit de nalatenschap van H.P. Gelderman. Op 21 januari 1926 werd het fonds bij akte ondergebracht in de Stichting Pensioenfonds voor Personeel van H.P. Gelderman & Zonen N.V.  met een grondkapitaal van 200.000 gulden. De premie reserve van het fonds bedroeg ultimo 1957 ruim 3.500.000,-- gulden. Reeds voor 1888 kende H.P. Gelderman een spaarkas. Op 4 januari 1937 werd deze spaarkas in een Stichting ondergebracht. Op 31 december 1958 telde de Stichting Spaarkas H.P. Gelderman & Zonen ruim 1163 spaarders met een totaal spaarbedrag van 1.000.000,-- gulden. 

## Nalatenschap
De familie was steeds nauw betrokken bij het Oldenzaalse sociale en culturele leven onder andere door een eigen Stichting voor Ontwikkeling en Ontspanning, met een overdekt zwembad (1925) en giften aan sport- en muziekverenigingen. In 1930 schonk de familie bijvoorbeeld ook een carillon dat zijn plaats vond in de toren van de Sint-Plechelmusbasiliek. 
De familie stichtte in Oldenzaal een landgoed, het huidige park Kalheupink, met een landhuis en waterpartijen. Een deel van de erfenis van de voormalige textielfabriek wordt bewaard in het museum Palthehuis, waar bijvoorbeeld een portret te zien is van Joan Gelderman, in 1958 geschilderd door Carel Willink.
Het fabrieksterrein en het hoofdkantoor zijn gelegen ter weerszijden van het spoor en hebben na renovatie alternatieve bestemmingen gevonden. Het hoofdkantoor, het huidige Geldermanstaete, ligt aan de centrumzijde van het spoor, dateert uit 1917 en werd ontworpen door Karel Muller. 

## Bekende telgen
Bekende telgen uit deze familie zijn:
- Hermannus Philippus Gelderman (1808-1888), textielondernemer
- Joan Gelderman (1877-1975), Kamerlid en mededirecteur van H.P. Gelderman & Zonen
- Joan Gelderman (1918-1944), verzetsstrijder tijdens de Tweede Wereldoorlog

## Schaalmodel
De firma ProtoModel Modelbouw heeft een gedetailleerd (schaal 1:87) schaalmodel van het hoofdgebouw van de Geldermanfabriek uitgebracht.  

## Afbeeldingen

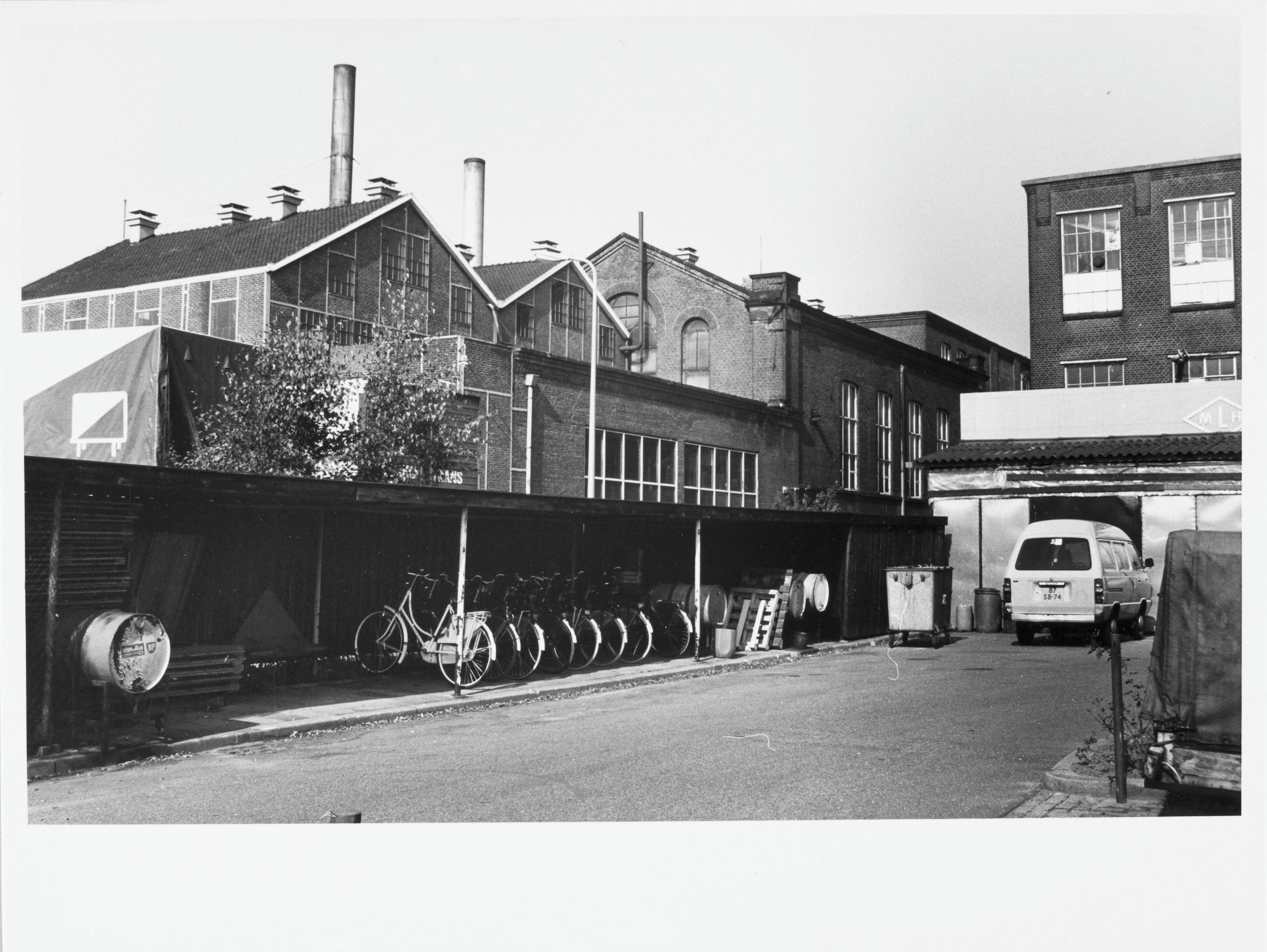
Geldermanfabriek, Oldenzaal
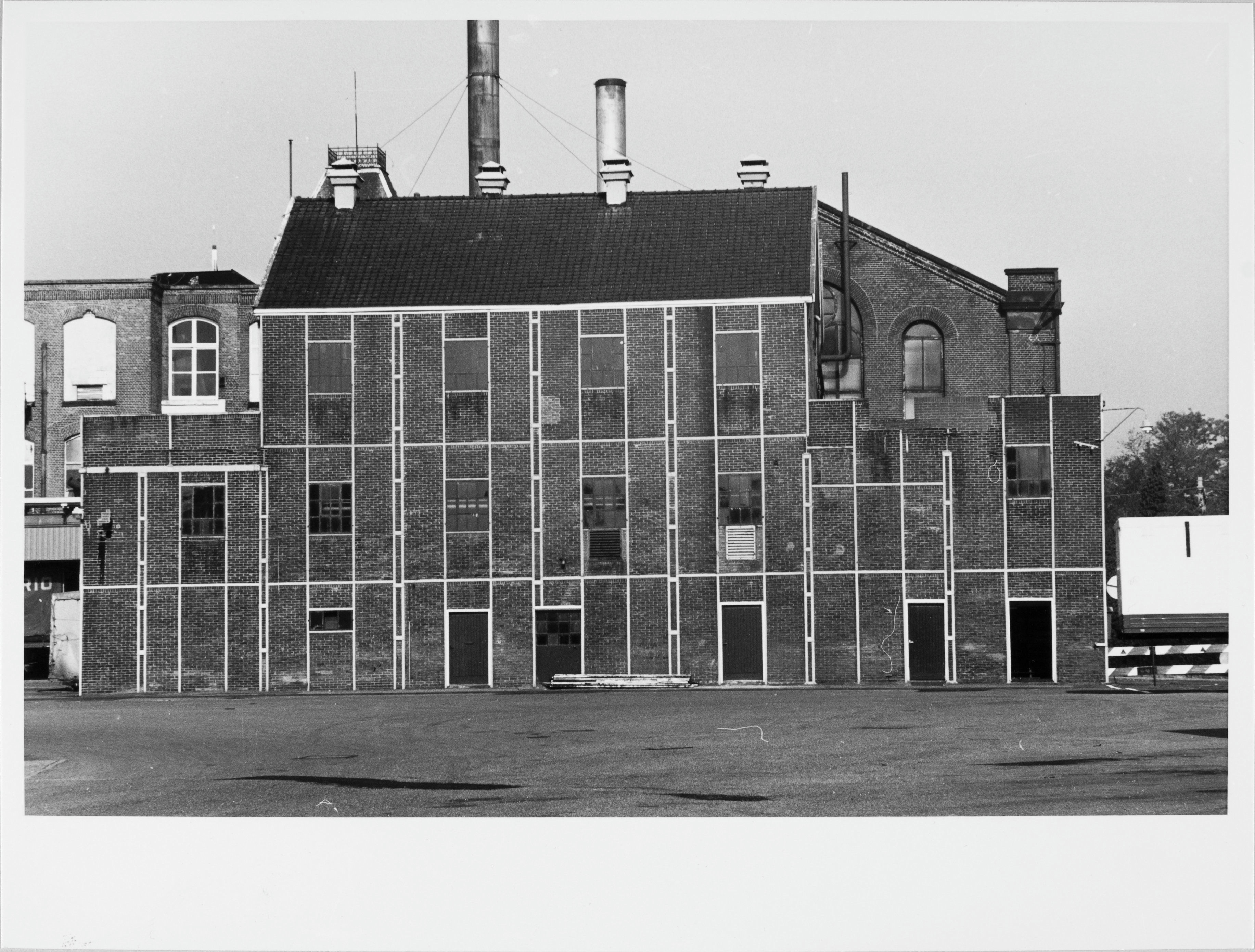
Geldermanfabriek, Oldenzaal